# Ný Fjélagsrit
Ný Fjélagsrit (dosł. nowa gazeta społeczna) – założony w 1841 roku w Kopenhadze organ prasowy zwolenników tzw. islandzkiego liberalizmu, na łamach którego domagano się zwiększenia autonomii Islandii i praw politycznych. Najbardziej znani autorzy tekstów to Jón Sigurðsson. i Jón Ólafsson.